# 夏侯尚
夏侯尚（2世紀？—226年），字伯仁，三國時代曹魏武將，曹丕時期的重臣，官拜征南大將軍領荊州牧，長年負責戍守荊北軍區防線。曹魏名將夏侯淵的侄子，亦是魏國前中期夏侯家棟樑，受曹丕信賴程度甚至遠高於其堂哥們。

## 生平
夏侯尚自年少便與曹丕往來而友好，才智為其所賞識。至曹操平定冀州時，以軍司馬之職隨軍四處征戰，因功轉任五官將文學，正式成為曹丕麾下部屬。曹操進封魏王時，更遷為黃門侍郎。其後代郡烏桓族掀起叛亂，也以參軍身份跟隨鄢陵侯曹彰出兵平叛建功。
曹操去世時，由夏侯尚持節奉迎曹操的靈柩返回鄴，因此功被加封為平陵亭侯（屬汝南郡平輿縣），其後拜散騎常侍，再後遷中領軍。
曹丕即位稱帝後，改封為平陵鄉侯，官拜征南將軍，領荊州刺史，假節都督南方諸軍事，主掌南方的荊北軍區。及後提出應立刻攻打劉備的領地上庸以除後患，並親自領兵，與叛蜀投魏的降將孟達共同擊敗蜀漢太守劉封，攻克上庸諸郡縣，因功加封征南大將軍。彼時孫權曾假意向曹魏稱臣以緩解防線壓力，夏侯尚以其反覆無常為由，認為不能掉以輕心，隨即做好與東吳交戰的準備；爾後，孫權果然再次背叛曹魏，與蜀漢復盟。
黃初三年（222年），曹丕親自下令夏侯尚與曹真率軍共同圍攻江陵。夏侯尚此役和吳將諸葛瑾對峙後交戰，並在夜間使用火攻策略成功大敗諸葛瑾，雖然規避了稍後中洲之戰的全面潰敗；但由於軍中流行起瘟疫，導致曹丕只得將夏侯尚與曹真召回。
夏侯尚因此役戰功再追加六百戶封地，加上前面的所領，共計擁有一千九百戶，榮獲假鉞封賞，官位得以晉升為荊州牧。而他在荊州當官執政期間，還順利招撫了上庸以西七百里地，位處蜀漢邊境的數千家山民異族，為曹魏招安立下大功。
黃初五年（224年），改封昌陵鄉侯。
黃初六年（225年），夏侯尚於任內日漸病重，體力不支遂返回洛陽休養，曹丕為此數次前去看望，親自握著他的手流淚。
黃初七年（226年），夏，四月，夏侯尚終因失去愛妾時留下的心傷，與數年來的繁重軍務，久病體虛下去世，過世後追諡為悼侯。

## 逸聞
夏侯尚與曹丕早年交好，深為曹丕所愛，甚至在尚擔任征南大將軍時賜其「作威作福，殺人活人」之權，但之後因蔣濟以為恩寵過度而被勸止。
杜襲早年即鄙視夏侯尚，稱尚「非有益之友」，然曹丕不以為意。及至後來夏侯尚因為寵幸愛妾而冷落了曹家宗室的正室夫人德陽鄉主，曹丕震怒，派人殺害尚妾。不料夏侯尚竟因悲傷過度，精神恍惚，做出挖墳、抱屍大哭的失態之舉，曹丕惱怒之餘道：“看來杜襲鄙視夏侯尚是有原因的。”但因念及舊誼，曹丕對夏侯尚的恩遇如故。

## 家庭

### 叔伯
- 夏侯淵

### 妻
- 德陽鄉主，曹真的妹妹。夏侯玄與夏侯徽之母。

- 某氏，夏侯尚愛妾，因過於受寵，致使正室德陽鄉主被冷落，遂引起曹丕嫉恨，遭其遣刺客絞殺而死。逝世後令夏侯尚悲痛萬分，甚至曾親自開棺撫屍痛哭，據傳此心傷亦間接成為其日後身負重病卻無法復原的原因。

### 兄弟
- 夏侯德，夏侯尚兄長，僅見於三國演義，登場於第七十回。漢中之役時與張郃、夏侯尚同屬其叔父夏侯淵麾下，擔任魏軍糧倉天蕩山之守將。於黃忠率領的蜀軍登山縱火猛攻時，提兵急欲救火，卻撞見自山後奇襲的嚴顏，被其當場斬殺而戰死。
- 夏侯儒，夏侯尚堂弟。

### 子女
- 夏侯玄，母德阳乡主。
- 夏侯徽，司馬師的元配夫人，母德阳乡主。
- 夏侯氏，和逌之妻。

### 侄子
- 夏侯奉，关内侯。

### 侄孙
- 夏侯本。夏侯玄被灭族后，因正元年间（254年-256年）续封功臣后代，被封为昌陵亭侯，食邑300户，作为夏侯尚的后嗣。

## 评价
- 曹丕：“尚自少侍从，尽诚竭节，虽云异姓，其犹骨肉，是以入为腹心，出当爪牙。智略深敏，谋谟过人，不幸早殒，命也奈何！”
- 王沈：“尚有筹画智略。”
- 陈寿：“夏侯、曹氏，世为婚姻，故惇、渊、仁、洪、休、尚、真等并以亲旧肺腑，贵重于时，左右勋业，咸有效劳。”（《三国志 魏书九》）

## 藝術形象

### 三國演義
小說《三國演義》對夏侯尚的描寫並不多，主要寫了他在漢中戰役時敗於蜀將黃忠，被黃忠生擒的虛構情節。此外也有一位虛構兄長夏侯德。

### 影視
- 中國中央電視台電視劇《三國演義》（1994年）：焦志成
- 中國電視劇《大軍師司馬懿之軍師聯盟》（2017年）：张兴哲

## 延伸阅读
[在维基数据编辑]
 《三國志·卷09》，出自陳壽《三國志》